# Rectonychocella ovalis
Rectonychocella ovalis är en mossdjursart som beskrevs av Canu och Bassler 1929. Rectonychocella ovalis ingår i släktet Rectonychocella och familjen Onychocellidae. Inga underarter finns listade i Catalogue of Life.